# Lina Cavalieri
Natalina Cavalieri (Viterbo, 25 december 1874 - Fiesole, 7 februari 1944) was een Italiaans operazangeres en sopraan.

## Leven
Nadat Cavalieri op haar vijftiende wees werd, werd ze in een streng katholiek tehuis geplaatst. Korte tijd later liep ze daar echter weg en sloot zich aan bij een rondreizend theatergezelschap. Uiteindelijk belandde ze in Parijs, waar ze al snel de aandacht trok met haar zangtalent. Ze zong vooral in cafés en variété-theaters, maar nam ook klassieke zanglessen bij de Comédie-Française.

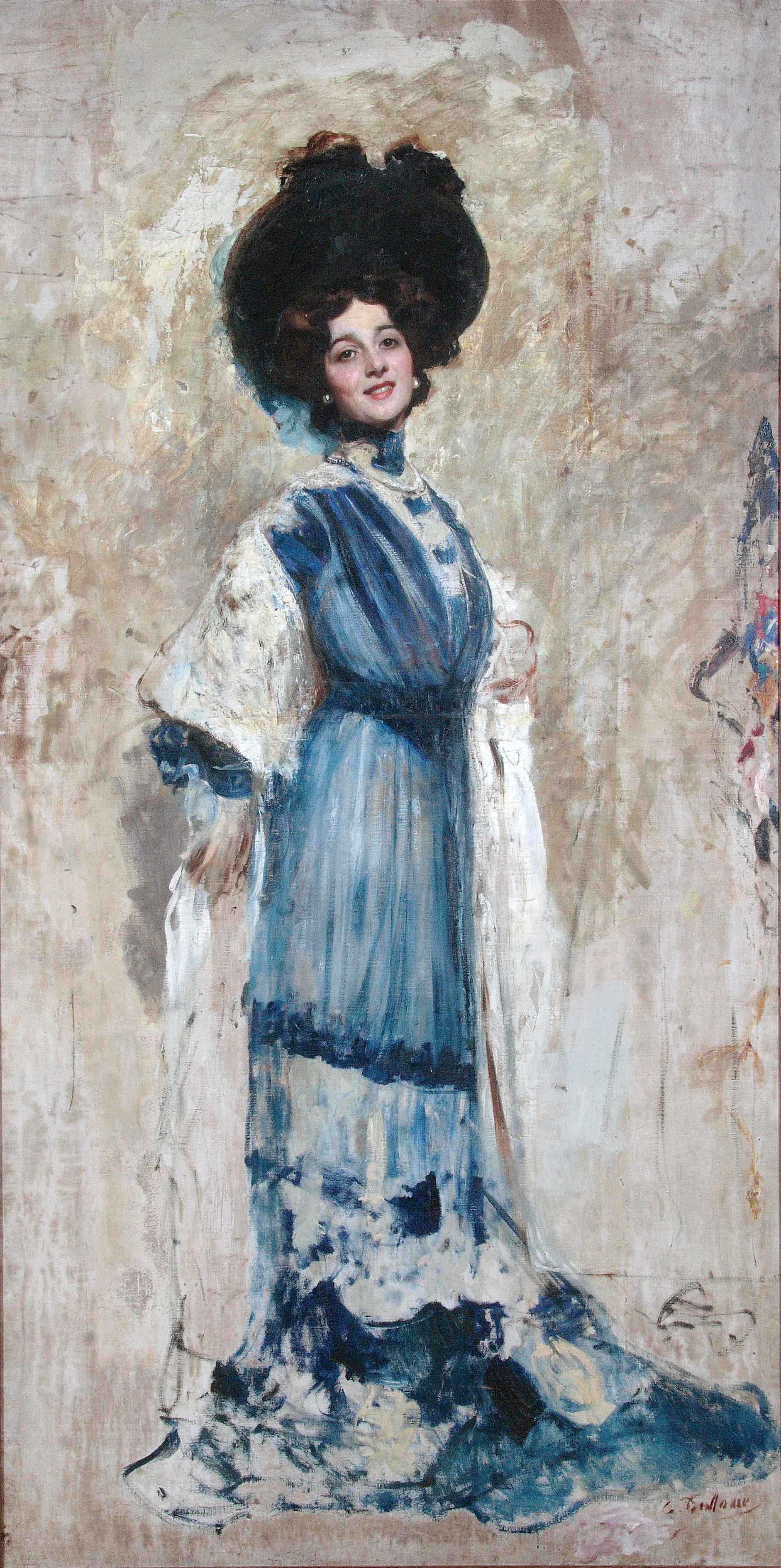
Lina Cavalieri, door Cesare Tallone

In 1900 maakte Cavalieri haar operadebuut in de Teatro Nacional de São Carlos in Lissabon. In datzelfde jaar huwde ze met de Russische prins Alexander Vladimirovitsj Barjatinski (1870–1910), de latere schoonzoon van tsaar Alexander II. In 1902 vestigde ze haar naam als klassieke sopraan met een optreden in de opera Tosca van Giacomo Puccini. In 1904 werd ze geëngageerd door het theater van Monte Carlo en in 1905 door het Théâtre Sarah Bernhardt in Parijs, waar ze naast Enrico Caruso schitterde in Umberto Giordano's opera Feodora. In 1906 trok ze samen met Caruso naar New York, waar ze vier jaar lang veelvuldig samen zouden zingen bij de Metropolitan Opera.
In het seizoen 1909–1910 zong Cavalieri bij Oscar Hammersteins Manhattan Opera Company. Ze huwde voor de tweede keer met de steenrijke Robert Winthrop Chandler (1872–1930), van wie ze kort daarna weer scheidde. In 1913 maakte ze een succesvolle tournee door Rusland en huwde vervolgens de Franse tenor Lucien Muratore (1878−1954). Hun huwelijk in Parijs was een grote society-gebeurtenis, zoals Cavalieri trouwens haar hele leven een vooraanstaande positie innam in de bovenklassen van de wereldsteden waar ze verbleef. Ze gold als een van de mooiste vrouwen ter wereld en nog steeds wordt ze gezien als het prototype van de vrouw die conform de toen heersende mode via strakke corset-inbinding een zandloperfiguur creëerden.

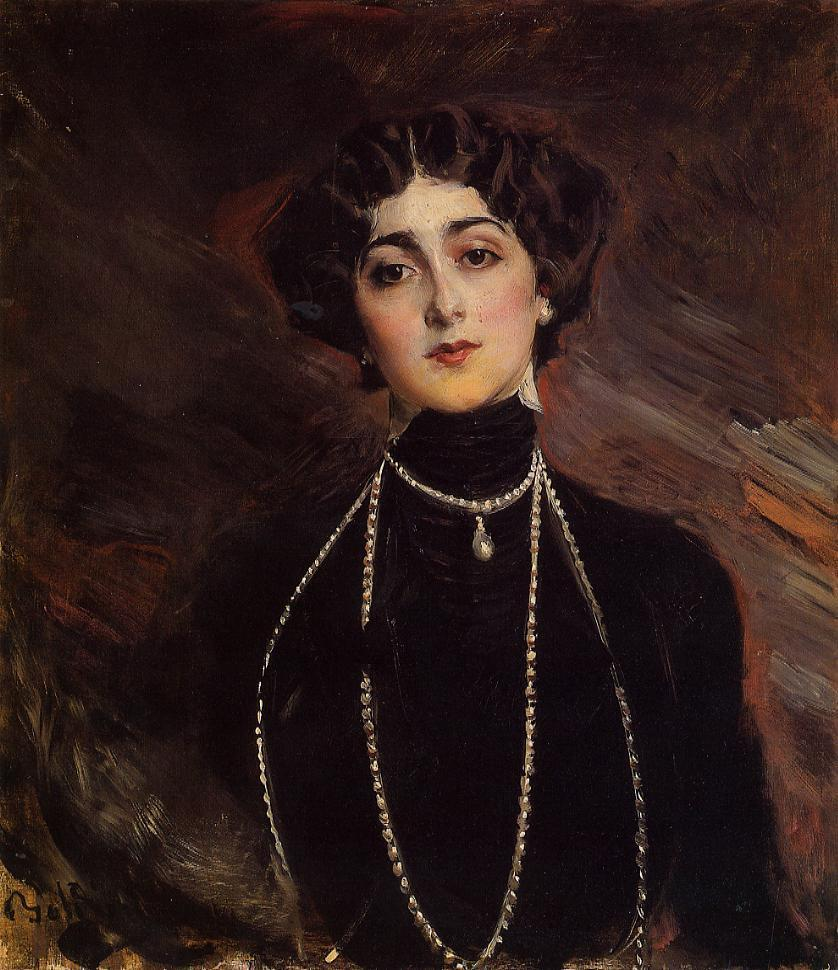
Lina Cavalieri, door Giovanni Boldini

Bij het uitbreken van de Eerste Wereldoorlog kondigde Cavalieri haar afscheid van het operatoneel aan en vertrok met Muratore naar de Verenigde Staten. In Hollywood speelde ze in een viertal stomme films, waarvan er drie werden geregisseerd door de uit België afkomstige Edward José. Midden jaren twintig huwde ze voor de vierde keer, met Paolo d’Arvanni, en keerde terug naar Italië, waar ze zangles gaf. Ook deed ze veel aan liefdadigheid. Tijdens de Tweede Wereldoorlog werkte ze als ziekenzuster. Ze kwam samen met haar man om tijdens een geallieerd bombardement in Fiesole, nabij Florence, op weg naar een schuilkelder, vertraagd omdat ze op het laatste moment nog juwelen uit haar huis wilde meenemen. Haar overblijfselen werden nooit teruggevonden.
Van Cavalieri zijn slechts een beperkt aantal plaatopnames bekend: een aantal aria's uit 1910 en drie duetten uit 1916 met Lucien Muratore.

## Trivia
- In 1955 speelde Gina Lollobrigida de rol van Cavalieri in de film The World's Most Beautiful Woman.
- In 2004 verscheen Cavalieri's biografie onder de titel Lina Cavalieri: The Life of Opera’s Greatest Beauty, 1874-1944, geschreven door Paul Fryer en Olga Usova.

## Filmografie
- Manon Lescaut (1914) - (verloren film)
- Sposa nella morte! (1915) - (uitgebracht in de VS als The Shadow of Her Past (1916))
- La rosa di Granata (1916)
- The Eternal Temptress (1917) - (verloren film)
- Love's Conquest (1918) - (verloren film)
- A Woman of Impulse (1918) - (verloren film)
- The Two Brides (1919)
- L'idole brisée (1920)